# Dallas (Karolina Północna)
Dallas – miasto w stanie Karolina Północna w hrabstwie Gaston w Stanach Zjednoczonych.
- Powierzchnia: 4,5 km²
- Ludność: 3 402 (2000)